# Plaza de toros de Alicante
La plaza de toros de Alicante es un coso taurino situado en la ciudad española de Alicante. Es una plaza de segunda categoría según el Real Decreto que organiza las plazas de toros en tres categorías en función de la antigüedad, tradición, tamaño y números de festejos anuales. Asimismo, es una de las plazas en funcionamiento más antiguas de la Comunidad Valenciana.

## Historia

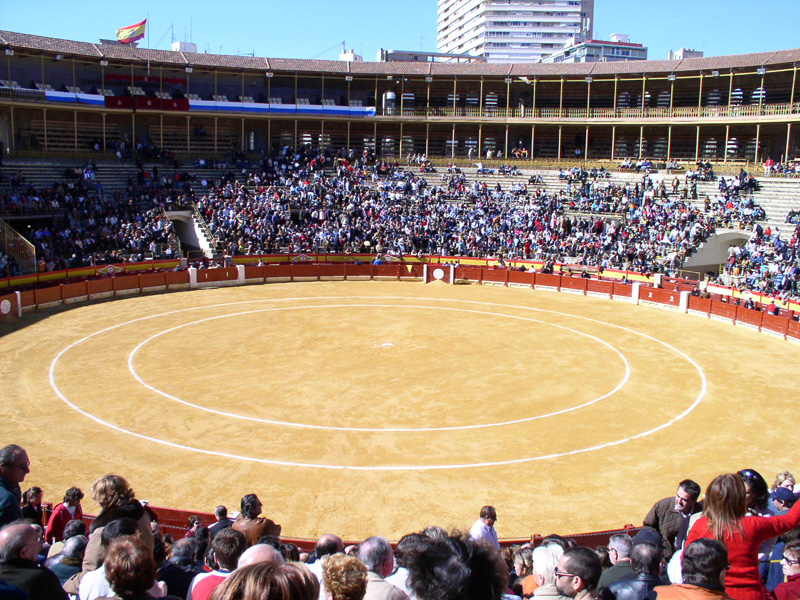
Ruedo de la plaza de toros

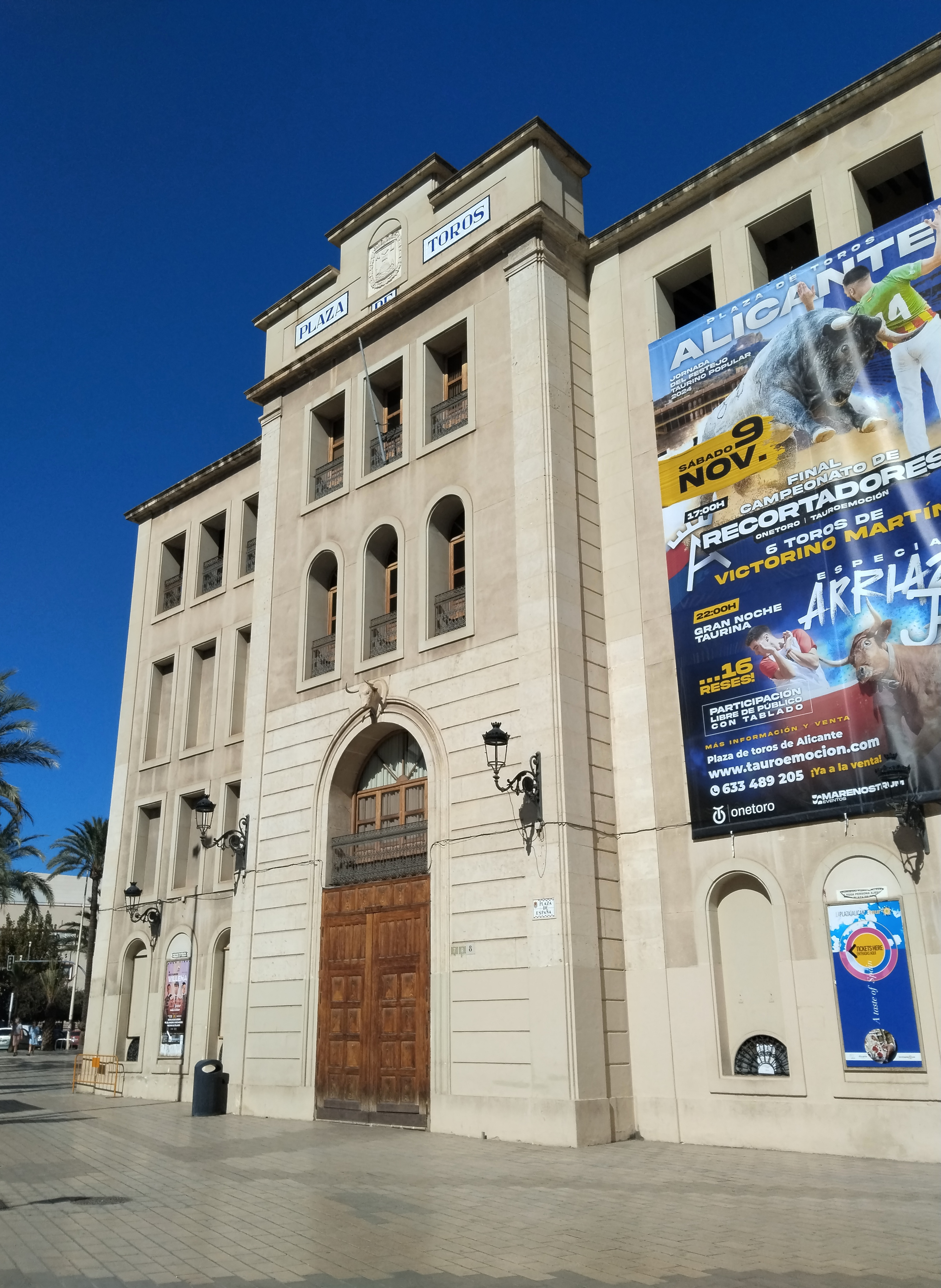
Puerta grande del coso alicantino

La primera corrida de toros celebrada en Alicante de la que se tienen datos se celebró en el año 1700 para conmemorar el centenario de la conversión en colegiata de la actual concatedral de San Nicolás. Desde principios del siglo XVIII, las corridas en Alicante se realizaban en diversos lugares, como la plaza del Mar o la de San Francisco, construyéndose en 1839 una plaza provisional de madera en el Barranquet. La plaza de toros de Alicante fue construida originalmente en 1848 según el proyecto del arquitecto Emilio Jover, pero no fue hasta 1888 cuando, tras la reforma de José Guardiola Picó, la plaza cobró más importancia, pasando a tener casi 16 000 asientos para una ciudad que entonces tenía 19 000 habitantes. Su inauguración tuvo lugar los días 15 al 17 de junio del mismo año, toreando "Lagartijo", "Guerrita" y "Lagartija". La plaza está dividida en tendidos en el primer piso, gradas en el segundo, y palcos y andanadas en el tercero, tiene aforo para 15 235 espectadores. Está situada frente a la plaza de España.

### Cogida mortal
Aun siendo una plaza bastante antigua y con muchos eventos a lo largo de los años, la plaza de toros de Alicante tan solo ha tenido que llorar la muerte de un torero, el diestro sevillano Manuel Díaz, también conocido como "Minuto Chico". Estos hechos ocurrieron el 3 de septiembre de 1911. El toro que mató a Manuel Díaz era de la ganadería de "Flores", y su nombre, "Faccioso".

### Guerra Civil
Con la toma de la ciudad por las tropas franquistas, la plaza se convirtió durante algunas semanas en campo de concentración de prisioneros republicanos, concretamente hasta mayo de 1939. Diversos testimonios hablan de sacas de presos a cualquier hora del día para ser represaliados, tarea en la que los elementos falangistas utilizaban incluso a niños para que identificaran a aquellos a los que se quería fusilar.

## Otros eventos
Al margen de su actividad principal taurina, la plaza es también frecuente escenario de conciertos, mítines políticos y espectáculos deportivos, destacando la final de la Copa del Generalísimo de Baloncesto de 1952 y la semifinal de la Copa Davis de tenis de 2004, además de ser escenario de la elección de la Bellea del Foc de las Hogueras de San Juan.